# Corynebacteriaceae
Famille
Synonymes
- Caseobacter Crombach 1978
- Turicella Funke et al. 1994

Les Corynebacteriaceae sont une famille monotypique de bactéries à Gram positif de l'ordre des Mycobacteriales. Son nom provient de Corynebacterium qui est le genre type de cette famille.
Selon la LPSN (27 avril 2025) cette famille ne comporte qu'un seul genre, Corynebacterium Lehmann & Neumann 1896.

## Taxonomie
La première mention de la famille des Corynebacteriaceae est ancienne puisqu'elle remonte à 1907, dans la quatrième  édition de l'ouvrage où les mêmes auteurs avaient décrit pour la première fois le genre Corynebacterium onze ans plus tôt. Cette famille fait partie des taxons admis dans la liste de validation publiée en 1980 par l'ICSB (ancêtre de l'ICSP) dans l'IJSB (ancêtre de l'IJSEM).
Monotypique depuis sa création, la famille des Corynebacteriaceae contient à partir de 1994 un genre supplémentaire lui-même monospécifique, Turicella Funke et al. 1994, créé pour recevoir l'espèce Turicella otitidis isolée de prélèvements d'otite moyenne aiguë. Individualisé d'après des critères phénotypiques et par un séquençage partiel de l'ARNr 16S, ce nouveau genre est finalement réunifié avec Corynebacterium en 2018 à la suite d'une étude de phylogénétique moléculaire plus approfondie. La famille redevient alors monotypique.